# Parathyma opalina
Parathyma opalina är en fjärilsart som beskrevs av Vincenz Kollar 1848. Parathyma opalina ingår i släktet Parathyma och familjen praktfjärilar. Inga underarter finns listade i Catalogue of Life.